# إيبيك فيليز يازجي
إيبيك فيليز يازجي (بالتركية: İpek Filiz Yazıcı)‏ هي ممثلة تركية ولدت في يوم 6 أكتوبر 2001 في إسطنبول. بدأت التمثيل في سنة 2016 ومثلت في مسلسل أسرار العائلة. وفي سنة 2020 بدأت بالتمثيل في مسلسل عشق 101.